# Bria (piłkarz)
Bria, właśc. Cosme Rodrigues de Melo (ur. 12 maja 1928 w Santo Amaro da Purificação  – zm. 25 sierpnia 2005 w Recife) – piłkarz brazylijski, występujący podczas kariery na pozycji środkowego obrońcy.

## Kariera klubowa
Podczas piłkarskiej kariery Bria był zawodnikiem klubu Sport Recife, gdzie występował w latach 1947–1961. Ze Sportem siedmiokrotnie zdobył mistrzostwo stanu Pernambuco – Campeonato Pernambucano w 1948, 1949, 1953, 1955, 1956, 1958, 1961 roku.

## Kariera reprezentacyjna
W 1959 roku Bria wziął w udział w drugim turnieju Copa América 1959 w Ekwadorze, na którym Brazylia zajęła trzecie miejsce. W turnieju był rezerwowym i nie wystąpił w żadnym spotkaniu. Bria nigdy nie wystąpił w reprezentacji Brazylii.